# Петрушевская, Людмила Стефановна
Людми́ла Стефа́новна Петруше́вская (род. 26 мая 1938, Москва) — советский и российский прозаик и поэтесса, драматург, сценарист, переводчица, исполнительница разных музыкальных направлений.

## Биография

### Ранние годы
Родилась 26 мая 1938 года в Москве в семье служащего. Отец — Стефан Антонович Петрушевский, философ, занимался проблемами марксистско-ленинской этики и научного атеизма; мать — Валентина Николаевна Яковлева.
Внучка лингвиста Н. Ф. Яковлева, создателя письменностей для ряда народов СССР.
Правнучка Ильи Сергеевича Вегера (1865—1948), революционера, члена РСДРП с 1898 года. Внучатая племянница советских государственных деятелей Е. И. Вегера и В. И. Вегера.
В военное время жила у родственников, а также в детском доме под Уфой.
После войны вернулась в Москву, окончила факультет журналистики МГУ.

### Творчество
Работала корреспондентом московских газет, сотрудницей издательств, с 1972 года — редактором на Центральной студии телевидения.
Петрушевская рано начала сочинять стихи, писать сценарии для студенческих вечеров, всерьёз не задумываясь о писательской деятельности.
Первые же пьесы были замечены самодеятельными театрами: пьеса «Уроки музыки» (1973) была поставлена в 1979 году Р. Виктюком в театре-студии ДК «Москворечье», а также В. Голиковым в театре-студии ЛГУ и почти сразу запрещена (напечатана лишь в 1983 году).
Постановка «Чинзано» была осуществлена театром «Гаудеамус» во Львове. Профессиональные театры начали ставить пьесы Петрушевской в 1980-е годы: одноактная пьеса «Любовь» в Театре на Таганке, «Квартира Коломбины» в «Современнике», «Московский хор» во МХАТе. Долгое время писательнице приходилось работать «в стол» — редакции не могли публиковать рассказы и пьесы о «теневых сторонах жизни». Не прекращала работы, создавая пьесы-шутки («Анданте», «Квартира Коломбины»), пьесы-диалоги («Стакан воды», «Изолированный бокс»), пьесу-монолог («Песни XX века», давшую название сборнику её драматургических произведений).
Проза Петрушевской продолжает её драматургию в тематическом плане и в использовании художественных приёмов. Её произведения представляют собой своеобразную энциклопедию женской жизни от юности до старости:
- «Приключения Веры»,
- «История Клариссы»,
- «Дочь Ксени»,
- «Страна»,
- «Кто ответит?»,
- «Мистика»,
- «Гигиена»
- и многие другие.

В 1990 году был написан цикл «Песни восточных славян». В 1992 г. опубликована повесть «Время ночь», часто называемая вершиной творчества Петрушевской. Пишет сказки как для взрослых, так и для детей:
- «Жил-был будильник»,
- «Ну, мама, ну!» — «Сказки, рассказанные детям» (1993);
- «Маленькая волшебница»,
- «Кукольный роман» (1996).

Существуют противоречивые свидетельства, послужил ли профиль Петрушевской прототипом заглавного персонажа мультфильма Ю. Норштейна «Ёжик в тумане». С одной стороны, этот эпизод прямо описан в книге Петрушевской. С другой стороны, сам Норштейн описывал процесс появления ёжика иначе.

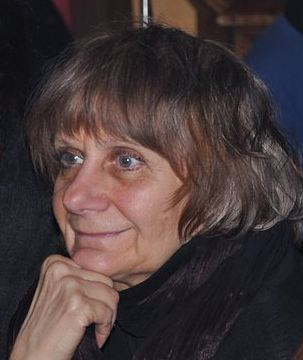
1 февраля 2009 г. на 25-летии рок-группы «Звуки Му»

### Общественная позиция
В 1996 году была среди деятелей культуры и науки, призвавших российские власти остановить войну в Чечне и перейти к переговорному процессу.
В марте 2020 года подписала обращение против принятия поправок к Конституции РФ.
В сентябре 2020 года подписала письмо в поддержку протестных акций в Белоруссии.
В ноябре 2021 года отказалась от Госпремии в знак протеста против ликвидации правозащитного центра «Мемориал».
В 2022 году осудила военную агрессию России против Украины и назвала Путина «главным преступником».

### Личная жизнь
Людмила Петрушевская живёт и работает в Москве.
Первый муж — Евгений Харатьян, журналист, погиб.
Второй муж — Борис Павлов (1940—2009), директор Галереи на Солянке.
Трое детей:
Кирилл Харатьян (род. 29 августа 1964) — журналист. Работал заместителем шеф-редактора в издательском доме «Коммерсантъ», заместителем главного редактора газеты «Московские новости». С 2005 г. — заместитель главного редактора газеты «Ведомости».
Фёдор Павлов-Андрее́вич (род. 14 апреля 1976) — журналист, телеведущий, продюсер, художник.
Наталья Павлова (род. 1982) — музыкант, основательница московской фанк-группы C.L.O.N.E.

## Работы

### Фильмография
По сценариям Людмилы Петрушевской были поставлены фильмы и мультфильмы:

| Год  |    | Название                                                                       | Примечания                   |
| ---- | -- | ------------------------------------------------------------------------------ | ---------------------------- |
| 1974 | мф | «Лечение Василия» Весёлая карусель № 6                                         | Сценарист                    |
| 1976 | мф | «Все непонятливые» реж. Натан Лернер                                           | Сценарист                    |
| 1976 | мф | «Лямзи-тыри-бонди, злой волшебник», реж. Марианна Новогрудская                 | Сценарист                    |
| 1976 | мф | «От тебя одни слёзы» реж. Владимир Самсонов                                    | Сценарист                    |
| 1978 | мф | «Краденое солнце», реж. Натан Лернер                                           | Сценарист                    |
| 1979 | мф | «Сказка сказок», реж. Юрий Норштейн                                            | Сценарист                    |
| 1981 | мф | «Шинель», реж. Юрий Норштейн                                                   | Сценарист                    |
| 1984 | мф | «Заячий хвостик», реж. Вадим Курчевский                                        | Сценарист                    |
| 1988 | мф | «Кот, который умел петь», реж. Натан Лернер                                    | Сценарист                    |
| 1997 | мф | «Пуськи бятые» выпуск мультсериала «Сказки новой России» — реж. Роберт Саакянц | Сценарист                    |
| 1997 | ф  | «Любовь», реж. Владимир Мирзоев                                                | Сценарист                    |
| 2000 | ф  | «Свидание»                                                                     | Сценарист                    |
| 2008 | мф | «Поросёнок Пётр»                                                               | Сценарист                    |
| 2012 | мф | «Куда идут животные» (из альманаха «Весёлая карусель №34»)                     | Сценарист, исполнитель песни |
| 2016 | ф  | «Кому это нужно», реж. Владимир Непевный                                       | Сценарист                    |

### Дискография
- 2010 — сольный альбом «Не привыкай к дождю» (в виде приложения к журналу «Сноб»)
- 2012 — сольный альбом «Сны о любви» (в виде приложения к журналу «Сноб»)

## Премии и награды
- Лауреат Пушкинской премии фонда Тёпфера (1991)
- Лауреат премий журналов:
  - «Новый мир» (1995)
  - «Октябрь» (1993, 1996, 2000)
  - «Знамя» (1996)
  - «Звезда» (1999)
- Лауреат премии «Триумф» (2002)
- Лауреат государственной премии России (2002)[20] — в 2021 году заявила о своём отказе от неё в связи с иском Генеральной прокуратуры о ликвидации организации «Мемориал»: «У меня сейчас отбирают Мемориал, память об осужденных и расстрелянных…» —написала Людмила на своей странице в Facebook[21].
- Лауреат Бунинской премии (2008)[22]
- Литературная премия им. Н. В. Гоголя в номинации «Шинель» за лучшее прозаическое произведение : «Маленькая девочка из Метрополя», (2008)
- Людмила Петрушевская получила Всемирную премию фэнтези — World Fantasy Award (WFA) — за лучший сборник рассказов, опубликованный в 2009 году. Сборник Петрушевской «Жила-была женщина, которая хотела убить соседского ребёнка: Страшные рассказы» (There Once Lived a Woman Who Tried To Kill Her Neighbor’s Baby) разделил премию с книгой избранных новелл американского писателя Джина Вулфа)[23].
- Специальная премия «Золотая маска» «За выдающийся вклад в развитие театрального искусства» (2020)[24].